# 須磨海水浴場

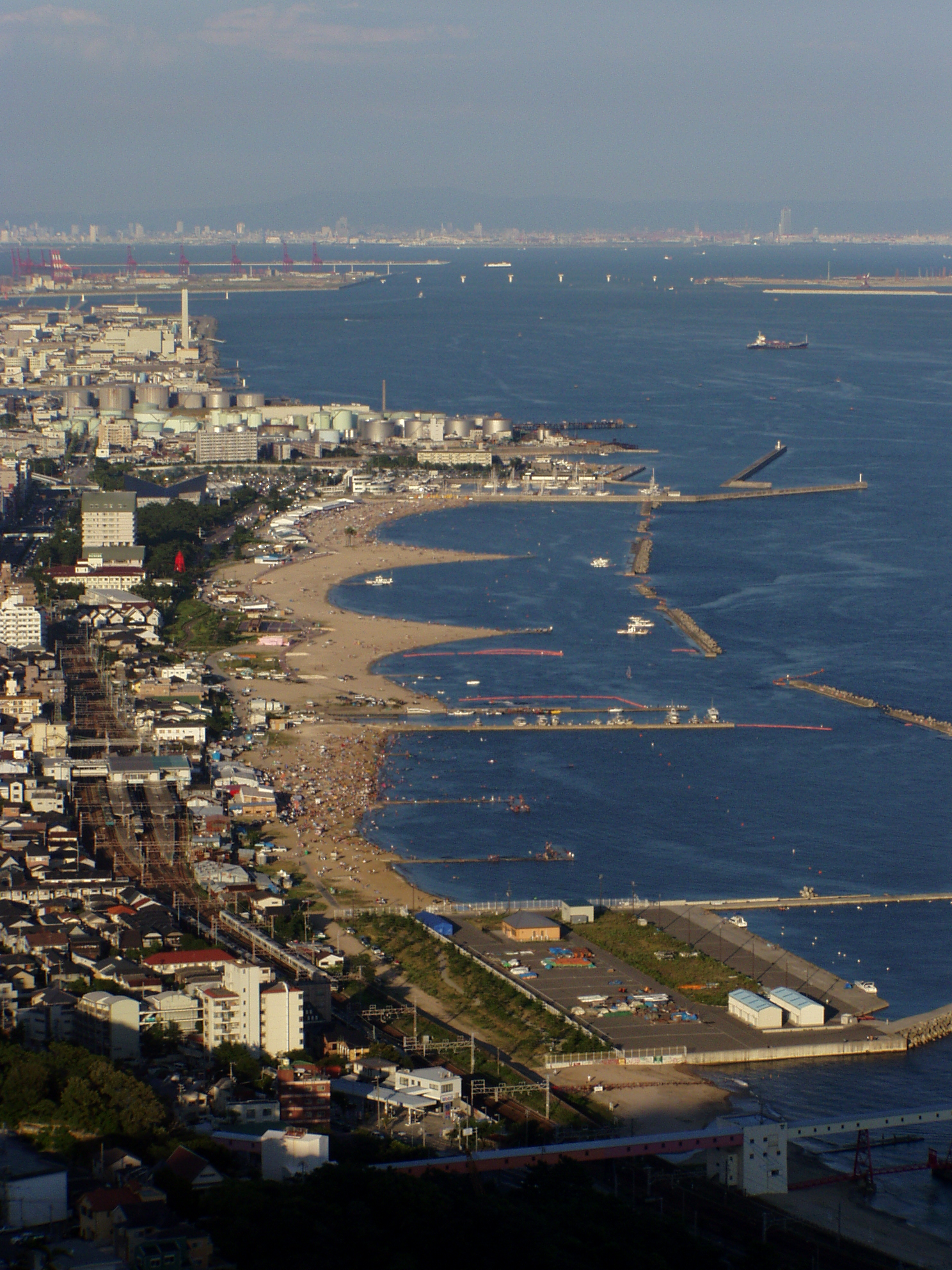
須磨山上遊園より望む須磨駅と須磨海水浴場（2003年）

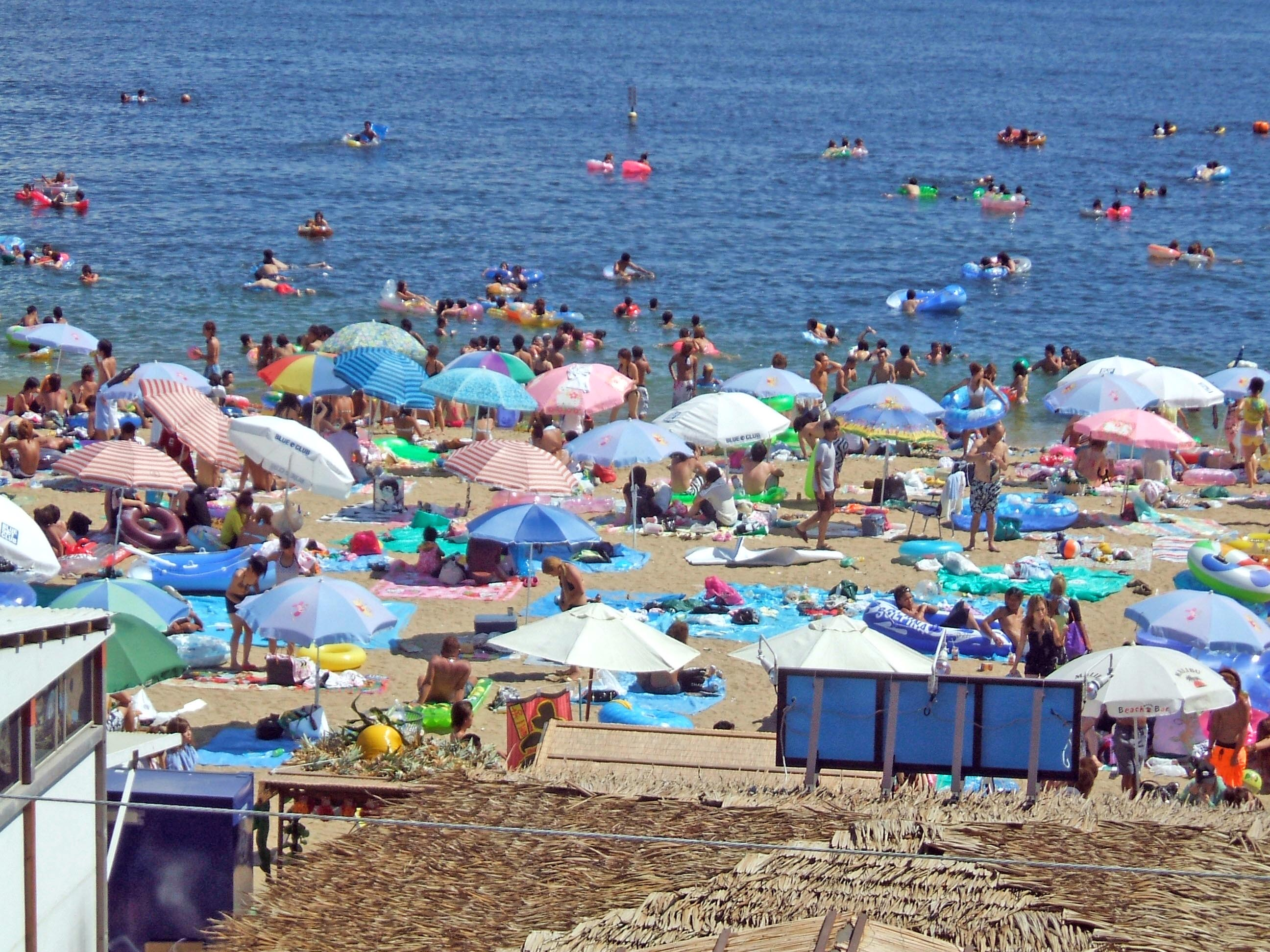
須磨海水浴場（2008年、須磨駅より撮影）

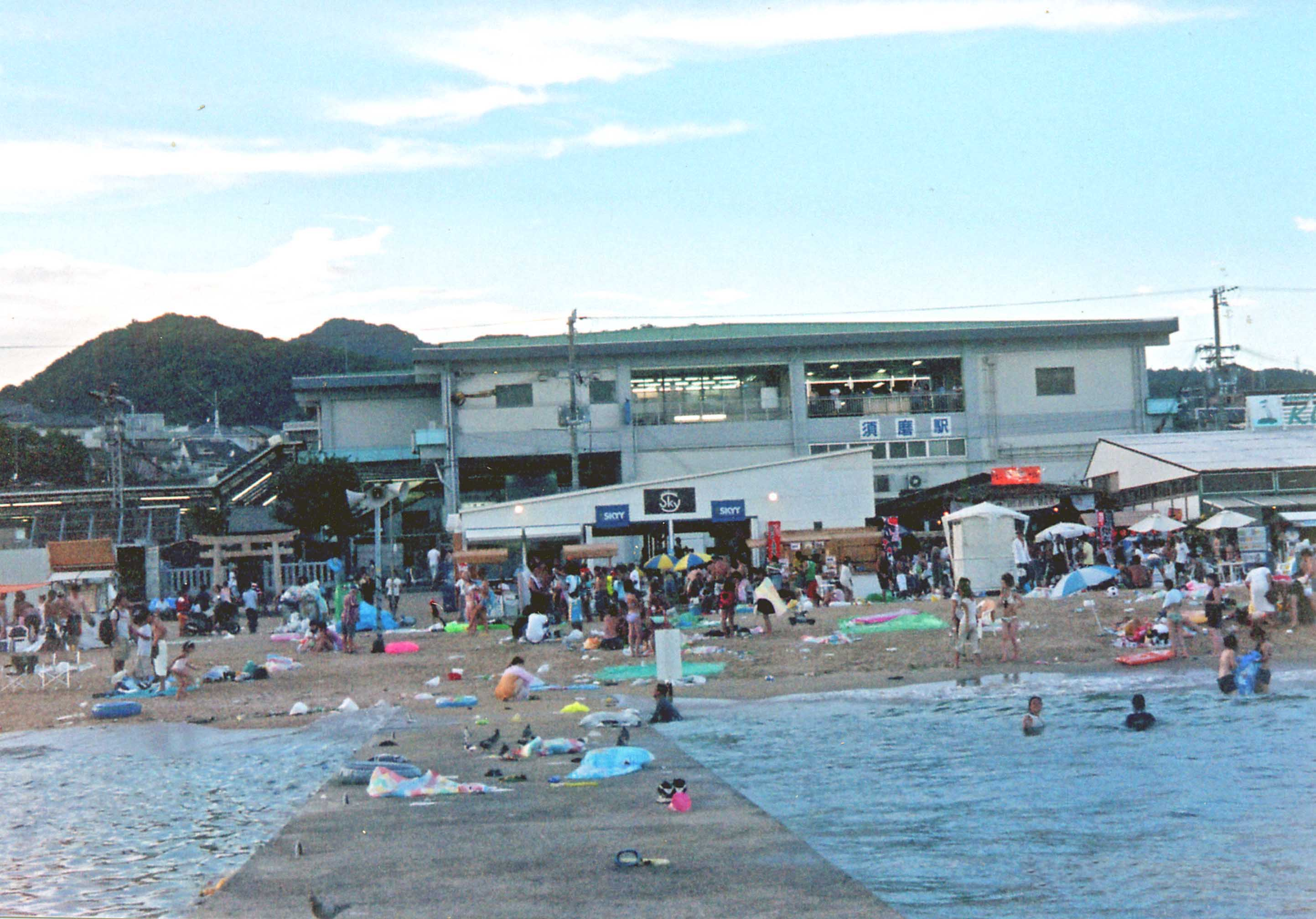
須磨海水浴場の海の家とJR須磨駅（2008年）

須磨海水浴場（すまかいすいよくじょう）は、兵庫県神戸市須磨区にある阪神間で最大の海水浴場である。景勝地・須磨海岸を代表する施設である。

## 概要
砂浜の長さは約1.8 km。百人一首にも詠まれた須磨の海岸を保持しつつ、関西の夏のレジャーのホットスポットという面も併せ持つ。1シーズンに約80万人の人が訪れる。シーズンになると京都・大阪からの客も多数訪れる海である。海水浴期間はおおむね7月上旬から8月中旬過ぎごろで、毎年シーズン前に発表される。1992年（平成4年）に瀬戸内海で発生したサメ騒動を機に、毎年海水浴シーズン中には沖合にサメ防御用のネットとオイルフェンスを設置している。海は遠浅にはなっておらず、また、遊泳可能域は海岸線からおよそ50 mのあたりまでとなっている。また、潮が満ちてくるとある程度の波が発生することもある。海水浴シーズン時は16時半以降に海には入らないようにとのアナウンスが流される。
過去には、マナーの悪い若者も目立つようになったことから、神戸市は須磨海岸を守り育てる条例を制定し、騒音や花火の規制をはじめ、喫煙、入れ墨の露出を禁止し、さらに根本的な問題解決をするために海岸の再整備、砂浜の遠浅化工事にも取り組んだ。ユニバーサルビーチ（海のユニバーサルデザイン化、海のバリアフリー化）など障がい者向けのアクセスも整備。これらの取組が評価され、2019年4月に国際環境認証「ブルーフラッグ」を取得した（国内4例目）。
- 条例の規制内容については、須磨海岸#須磨海岸を守り育てる条例を参照。

海岸一帯はみなとオアシスとして登録していて、当海水浴場を代表施設とするみなとオアシス須磨として交流拠点となっている。

## 歴史
- 2020年（令和2年） - 新型コロナウイルス感染症の拡大に伴い、海水浴場の開設と海の家（後述）の営業が見送られた[5]。
- 2021年（令和3年） - 前年に引き続き海の家の営業と海水浴場の開設を見送られた[6]。
- 2022年（令和4年） - 3年ぶりに海水浴場が開設[7]。

## エリア
大きく分けて、JR神戸線須磨駅前の西エリア、赤灯台（旧和田岬灯台）付近の中央エリア、須磨海浜水族園側の東エリアの3エリアに分かれる。
西エリア
須磨駅前に砂浜が広がるアクセスの良い海水浴場である。2018年よりファミリーエリアが設置され、子ども連れの家族が安心して遊べるようエリア内ではお酒の持ち込みや飲酒が禁止される。
中央エリア
最寄りは山陽電鉄須磨寺駅。
東エリア
クラゲ除けネットを設置した「ファミリー遊泳エリア」、ブルーフラッグ取得に伴い設置した身体障害者専用の利便施設（シャワー・更衣・トイレ）がある。須磨海浜公園の駐車場が近く、車でのアクセスが容易である。

## 海の家
海の家は各エリアごとに、例年計20軒前後設置されている。海の家の利用料金は各エリア共通で脱衣預かりとシャワー込み、大人1,000円、子供500円と設定されている。
どこも同じ料金設定から各海の家では激しい客引きが横行している。海の家の利用料を節約するためか須磨駅の便所や民家の路地裏で着替えをする海水浴客も後を絶たない。海の家の営業期間は海水浴期間とは異なり7月の海開き前からオープンし例年8月31日まで営業している。
- かつて、関西テレビの関連会社が海の家「ハチエモン茶屋」を運営していた。

## 来場者数
利用者は年々減少していて、2018年シーズンの海水浴客は約45万3千人、2019年は約24万1千人で、ピークだった2002年（約138万6千人）に比べると2割弱まで落ち込んだ。梅雨明けが大幅に遅れ、お盆の時期に台風が重なったことも影響したという。一方で、ファミリーエリアを拡大した結果、同エリアには前年比4倍の約6万3千人が訪れた。

## 交通アクセス

### 公共交通機関
- JR神戸線：須磨駅すぐ（西エリア）、須磨海浜公園駅より徒歩5分（東エリア）。
- 山陽電鉄：山陽須磨駅より徒歩1分（西エリア）、須磨寺駅より徒歩1分（中央エリア）、月見山駅より徒歩15分（東エリア）。

### 自家用車
大阪方面からは阪神高速3号神戸線の若宮出入口、明石・姫路方面からは第二神明道路の須磨インターチェンジが最寄。当海水浴場には須磨海浜公園駐車場があるが、水族園等との共用となっており土曜日や休日・お盆のハイシーズンは入場待ちの車の列ができる（かつて淡路フェリーボートが運航していた頃は、お盆に乗船待ちの車と海水浴客の駐車場待ちの車の長い列ができていた）。周辺には民営のコインパーキングや時間貸し駐車場が整備されているが満車になりやすく、場所によっては海水浴シーズンに限って特別料金を設定している駐車場もある。周辺道路は頻繁に駐車違反の取り締まりをおこなっている。